# (12270) Bozar
(12270) Bozar est un astéroïde de la ceinture principale découvert le 16 août 1990 à l'observatoire européen austral par l'astronome belge Éric Elst. Sa désignation provisoire était 1990 QR9.
Il porte le surnom du Palais des beaux-arts de Bruxelles.